# Жбіковиці
Жбіковиці (пол. Żbikowice) — село в Польщі, у гміні Лососіна-Дольна Новосондецького повіту Малопольського воєводства.
Населення — 297 осіб (2011).
У 1975-1998 роках село належало до Новосондецького воєводства.

## Демографія
Демографічна структура станом на 31 березня 2011 року:
|          | Загалом | Допрацездатний вік | Працездатний вік | Постпрацездатний вік |
| -------- | ------- | ------------------ | ---------------- | -------------------- |
| Чоловіки | 146     | 50                 | 83               | 13                   |
| Жінки    | 151     | 41                 | 81               | 29                   |
| Разом    | 297     | 91                 | 164              | 42                   |